# Herkules II d’Este
Ercole II d’Este (ur. 5 kwietnia 1508 w Ferrarze, zm. 3 października 1559 tamże) – książę Ferrary, Modeny i Reggio w latach 1534–1559. Najstarszy syn Alfonsa I i Lukrecji Borgii.

## Życiorys
Dzięki swojej matce Ercole był wnukiem papieża Aleksandra VI, siostrzeńcem Cezara Borgii i kuzynem świętego Franciszka Borgii. Dzięki ojcu – był bratankiem Isabelli d’Este – nazywanej pierwszą damą renesansu oraz kardynała Hipolita d’Este. Sam był starszym bratem Hipolita II – arcybiskupa Mediolanu (później kardynała), Eleonory – zakonnicy i Franciszka – markiza di Massa Lombarda.

## Małżeństwo i potomkowie
W kwietniu 1528 poślubił Renatę Walezjuszkę, młodszą córkę Ludwika XII, króla Francji i Anny Bretońskiej. Rodzice przykładali ogromną wagę do edukacji wszystkich swoich dzieci. Dzieci Ercole i Renée:
1. Anna d’Este (1531-1607), żona Franciszka de Guise
2. Alfons II d’Este (1533-1597), kandydat do tronu polskiego w roku 1575
3. Lukrecja (1535-1598),
4. Eleonora (1537-1581),
5. Ludovico d’Este (1538-1586), kardynał.

## Książę Ferrary i Modeny
Kiedy Ercole został księciem Ferrary i Modeny, zwrócił się przeciwko francuskim dworzanom ze świty swojej żony – swoim dawnym przyjaciołom. Stwierdził, że obaj są zbyt rozrzutni (kosztują dwór zbyt wiele pieniędzy) i mają zbyt duży wpływ na rodzinę księcia. Jeszcze przed rokiem 1543 obaj zostali oni odprawieni. Ercole był również pod presją papieża, który podejrzewał dworzan o herezję (w Ferrarze był m.in. Jan Kalwin około 1536). W tym samym czasie księżna Renée korespondowała z licznymi protestantami i była podejrzewana, że sama stała się jedną z nich, mimo obecności na dworze inkwizycji. 